# 예안향교
예안향교(禮安鄕校)는 대한민국 경상북도 안동시 도산면 서부리에 있는 향교이다. 1973년 8월 31일 경상북도의 유형문화재 제28호로 지정되었다.

## 개요
향교는 성현의 위패를 모시고 제사를 지내며, 지방 백성의 교육을 담당하기 위해서 국가에서 세운 교육기관이다.
조선시대에는 군마다 하나의 향교를 두었는데, 예안향교는 예안군에 설치하였던 향교로 태종 15년(1415)에 지었다. 선조 34년(1601)에 고쳤고, 영조 21년(1745)에 크게 수리하였으며 그 후에도 여러 차례의 수리가 있었다.
현재 교육공간인 명륜당과 동재·서재, 제사공간을 형성하는 대성전과 내삼문, 이외에도 여러 부속건물이 남아있다. 대부분의 향교는 명륜당과 대성전이 일직선상에 놓여 있는데, 예안향교는 명륜당이 왼쪽에 비켜서 있는 점이 특이하다.
조선시대에는 국가로부터 노비·토지·책 등을 지급받아 학생들을 가르쳤으나, 갑오개혁(1894) 이후 교육의 기능은 없어지고 제사의 기능만 남아있다.

## 참고 자료
- 예안향교 - 국가유산청 국가유산포털